# マットペイント
マットペイント (matte paint) は、映像制作における特殊撮影（SFX）のひとつで、実写映像と背景画を合成する「マット」（matte）という技術で用いられる絵のこと。マット画、マットアートとも称される。
マットペイントを描く人間をマットペインターと呼ぶ。有名なマットペインターにはピーター・エレンショウ、ハリソン・エレンショウ、マイケル・パングラジオ、渡辺善夫、上杉裕世らがいる。
デジタル時代のSFXにおいては、実写の後ろに合成する背景は3DCGで製作するのが普通だが、アナログ時代のSFXにおいては、実写にしか見えない超リアルな1枚絵「マットペイント」を合成するのが一般的だった。

## 概要
アナログ時代の映像制作における「マット」とは、光学合成の際に画角の一部を未露光にするためのマスク（覆い）のことであり、未露光部分に手描きの風景画などを重ねて合成することにより、架空の世界に現実感を持たせる技術である（フイルムの合成する部分は完全にマスクされて未露光なので、「多重露光（ダブラシ）」とはまた別の手法になる）。マスクする範囲が固定された「ステーショナリーマット（固定マスク）」と、被写体が動く（従ってマスクする範囲がコマごとに動く）「トラベリングマット」が存在する。実際の合成手法には後述するグラスショットやCGを用いたデジタル合成など、フィルムでのマット合成とは技術的に異なるものもあるが、総じて「マット」の呼称が用いられている。技術的には映画の黎明期から使われている古典的な技術である。
マットペイントはもともと油絵具やアクリル、パステル、フェルトペンなど、あらゆる画材を使用して描く、手描きの絵として発展した。
絵を描いたり写真を貼り付けたガラス板をカメラの前にかざして撮影する「グラスショット」の方法には、現場でカメラと被写体の間にガラス板を挟んで撮影するものと、実写撮影後にスタジオに持ち帰って作画しながら完成度を上げていくものの2つがある。前者は「撮り切り」で完成する反面、絵を現場で完成させなければならず、現場の天候、陽の傾きなどとの厳格な勝負となり、短時間で高品質を作る技量が要求されるため、写真の切り抜きや現場の太陽光を生かしたミニチュアと併用する場合もある。また、後者にもいくつか手法があり、最初に現場で撮影したフィルムをすぐに現像せず、本番とは別に余分に回しておいたフィルムを使って短いテスト撮影を繰り返し、実写と絵のなじみを近づける方法を生合成と呼ぶ。これはオリジナルフィルムに直接合成されるものであり、仕上がりの鮮鋭度が良い反面、オリジナルをいじるという大きなリスクを負う。
上記以外の方法は、実写撮影分は一度現像され、オプチカルプリンターやスクリーンプロセスを用いて絵と合成する手法であり、満足のいく作画ができるまで何度でも合成をやり直せる利点がある。
日本で初めてマット画が使用されたのは、1940年の東宝映画『エノケンの孫悟空』で、特撮監督は円谷英二、作画は鷺巣富雄（うしおそうじ）による。その後は、主に時代劇や特撮映画などで用いられた。

## 描画方法
マットペイントは主に1メートル×2メートル前後の大きなメゾナイトボード（パーティクルボード）に描かれるか、ガラス板に描かれていた。
実写との合成を単純に生合成する場合（この場合は実写撮影時は絵の部分を黒く覆い、作画時に実写が入る場所を黒く塗る）は前者を、実写の映像をリアプロジェクションで投影する場合（この場合は合成するべき場所にスクリーンを置くために絵具を削り落として透明にする）は後者を採用する。
日本以外の国でポピュラーな画材はリキテックスなどのアクリル絵具に空や雲などのグラデーションの表現には乾燥の遅い油絵具、部分的な柔らかい表現にはパステル、シャープなラインを引く場合にはフェルトペンなども使用し、ほとんどの場合、色を落ち着かせる（特にアクリル絵具は乾くと色が浅くなってしまう）ために透明なアクリルラッカーを使って仕上げる。

## CGにおけるマットペイント
1990年代以降、映像業界へのパソコンの導入が著しく、マットペイントもAdobe Photoshopなどのツールを使用して写真を加工して描かれることが多い。アナログの時代と違ってカメラの視点を3次元的に移動させたりすることが可能になっており、それは2Dの平面に描かれていた当時と違い、現在では数枚の絵を3次元空間上に配置してCGのカメラで移動することにより、非常にリアルで立体的なショットが得られるようになった。